# Stipe Erceg

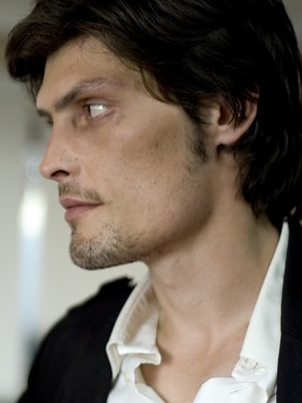
Stipe Erceg im Film Little Paris

Stipe Erceg [ˈɛrt͡seg] (* 30. Oktober 1974 in Split, SR Kroatien, SFR Jugoslawien) ist ein deutscher Schauspieler.

## Leben und Karriere
Erceg kam mit seinen Eltern im Alter von vier Jahren aus Kroatien nach Deutschland und lebte zunächst in Tübingen. Nach dem Abitur verbrachte er einige Zeit in New York. Von 1996 bis 2000 absolvierte er eine Schauspielausbildung am Europäischen Theaterinstitut in Berlin und besuchte parallel dazu das Grotowski-Zentrum in Pontedera, Italien.
Sein Theaterdebüt gab er 1998 auf der Studiobühne Hanns Eisler in Berlin. In dem Kurzfilm Kiki und Tiger von Alain Gsponer stellte er 2001/2002 erstmals sein Talent als Filmschauspieler unter Beweis. Durch diesen Film wurde auch Hans Weingartner auf ihn aufmerksam und besetzte mit ihm den Spielfilm Die fetten Jahre sind vorbei, der 2004 im Wettbewerb der Filmfestspiele in Cannes lief. Es folgte der Film SommerHundeSöhne des Regisseurs Cyril Tuschi. Sein Faible für „kaputte Typen“ demonstrierte er in dem preisgekrönten Film Der Typ (2003) und im Fernsehfilm
Kahlschlag (2006), jeweils unter der Regie von Patrick Tauss.
2007 spielte er die Rolle des RAF-Terroristen Holger Meins in der Verfilmung von Stefan Austs Bestseller Der Baader-Meinhof-Komplex.
Zusammen mit dem Autor Alexei Schipenko gründete Stipe Erceg außerdem 2013 die Filmproduktionsgesellschaft Nondual Productions, die bisher die Filme Synchronisiert (Hauptrolle Stipe Erceg) und Globo de Fogo produziert hat und seit 2014 zusammen mit dem Theater CTB Companhia de Teatro de Braga/ Portugal verschiedene Film-Projekte verfolgt, die Theater- und Filmarbeit miteinander verbinden. 2014 und 2015 entstanden dabei der Dokumentarfilm Semana Santa und der Spielfilm Fideliche.
Stipe Erceg ist verheiratet, Vater zweier Kinder und lebt in Berlin-Prenzlauer Berg.

## Auszeichnungen
- Förderpreis Deutscher Film 2004 für seine Darstellung in den Filmen Such mich nicht und Die fetten Jahre sind vorbei
- Max Ophüls Preis 2004 als bester Nachwuchsdarsteller für Yugotrip
- Hessischer Fernsehpreis 2012 für seine Rolle in Blaubeerblau

## Filmografie (Auswahl)
- 2000: Der letzte Adler
- 2002: Porträt vor weißer Wand
- 2002: Der letzte Tag im Sommer
- 2003: Kiki und Tiger
- 2004: Yugotrip
- 2004: SommerHundeSöhne
- 2004: Die fetten Jahre sind vorbei
- 2003: Der Typ
- 2004: Zwei Minuten
- 2004: Such mich nicht
- 2004: Puca
- 2004: Ich sehe was, was Du nicht siehst
- 2005: L’annulaire
- 2005: Crash Test Dummies
- 2005: Der Ringfinger
- 2005: Stadt als Beute
- 2005: Jagd nach Gerechtigkeit: Das Tribunal von Den Haag
- 2006: Kahlschlag
- 2006: Nichts als Gespenster
- 2007: Die Aufschneider
- 2007: Ein spätes Mädchen
- 2007: Sahra
- 2008: Der Baader Meinhof Komplex
- 2008: Ohnmacht
- 2008: Chaostage – We Are Punks!
- 2008: Weitertanzen
- 2008: Little Paris
- 2009: Nachtschicht – Blutige Stadt
- 2009: Tatort – Häuserkampf (Fernsehfilm)
- 2009: Im Sog der Nacht
- 2009: Der Knochenmann
- 2009: Phantomschmerz
- 2009: Wie alles endet
- 2010: Ein starkes Team – Im Zwielicht
- 2010: GSI – Spezialeinheit Göteborg (Johan Falk, Fernsehreihe)
- 2010: Takiye – In Gottes Namen (Spur des Terrors)
- 2010: Tiger-Team – Der Berg der 1000 Drachen
- 2010: Der Albaner
- 2010: Belgrad Radio Taxi
- 2011: Blaubeerblau
- 2011: Hell
- 2011: Der Staatsanwalt – Liebe und Hass
- 2011: Unknown Identity (Unknown)
- 2011: DVA
- 2012: Die vierte Macht
- 2012: Opération Libertad
- 2012: Schilf – Alles, was denkbar ist, existiert
- 2012: Die Vampirschwestern
- 2012: Donna Leon – Auf Treu und Glauben
- 2013: Robin Hood
- 2013: Alaska Johansson (Fernsehfilm)
- 2013: Seegrund. Ein Kluftingerkrimi
- 2014: Die Pilgerin (Fernsehfilm)
- 2014: Die Vampirschwestern 2 – Fledermäuse im Bauch
- 2015: Kommissar Marthaler – Ein allzu schönes Mädchen (Fernsehfilm)
- 2015: Kommissar Marthaler – Engel des Todes (Fernsehfilm)
- 2015: Taxi
- 2016: Stille Reserven
- 2016: Home Is Here
- 2016: Allein gegen die Zeit – Der Film
- 2016: Das beste Stück vom Braten (Fernsehfilm)
- 2016: Die Vampirschwestern 3 – Reise nach Transsilvanien
- 2016: Volt
- 2017: Letzte Spur Berlin
- 2017: Honigfrauen (Miniserie)
- 2017: Culpa – Niemand ist ohne Schuld
- 2017: Trakehnerblut (Fernsehserie)
- 2018: Blind ermittelt – Die toten Mädchen von Wien
- 2018: Carneval – Der Clown bringt den Tod
- 2018: Asphaltgorillas
- 2018: Der süße Brei
- 2019: SOKO München
- 2019: Die Toten von Salzburg – Mordwasser
- 2019: Wiener Blut
- 2019: The Pleasure Principle – Geometrie des Todes (Zasada przyjemnosci, Fernsehserie, 3 Folgen)
- 2019: Der Schneegänger (Fernsehfilm)
- 2019: Sarah Kohr – Das verschwundene Mädchen
- 2020: In Berlin wächst kein Orangenbaum
- 2020: Die Diplomatin – Tödliches Alibi
- 2020: Das Glück ist ein Vogerl (Fernsehfilm)
- 2021: Hinterland
- 2021: Vienna Blood – Die schwarze Feder (Fernsehreihe)
- 2022: Marie Brand und der überwundene Tod (Fernsehreihe)
- 2023: Asbest (Fernsehserie)
- 2023: Schnee (Fernsehserie)
- 2023: Helen Dorn: Das Recht zu schweigen
- 2023: Helen Dorn: Der kleine Bruder
- 2024: Helen Dorn: Todesmut
- 2024: Vienna Blood – Mephisto (Fernsehreihe)
- 2024: Love Sucks (Fernsehserie)
- 2024–2025: Testo (Fernsehserie)

## Theater (Auszug)
- 2005: Die Verstörung an der Schaubühne Berlin
- 2006: Drei Schwestern von Anton Tschechow an der Schaubühne Berlin

## Hörspiel (Auszug)
- 2007: Hummelflug